# CALL (音楽グループ)
CALL（コール）は、櫻井茂雄と小林基弘の2人から構成される日本の男性音楽ユニットである。

## メンバー
ともに長野県松本市出身、長野県松本深志高等学校卒業。
- 櫻井茂雄（さくらい しげお、1971年5月20日 - 、A型）

東京工業大学生命工学科卒業。
CALL活動休止中は、『SAKU』名義でソロ活動。
レコード会社は、Csoon RECORDS〜Tricycle ENTERTAINMENT /ビクターエンタテインメント〜Apple Paint Factory Records。
なお、CALLで発表した一部の曲は、SAKUのアルバム『Here and Now』において櫻井のソロで再収録されている。
- 小林基弘（こばやし もとひろ、1971年9月5日 - 、A型）

昭和大学医学部卒業。信州大学大学院医学系研究科博士課程修了。
1997年のCALL活動休止後は医学博士となり、信州大学大学院講師を経て、2013年より福井大学医学部教授（病因病態医学講座腫瘍病理学領域）に就任。
活動休止中は、個人のホームページ（現在は閉鎖）で趣味の一環としてオリジナル曲を披露していたこともあった。

## 来歴
ともに大学在学中の1993年4月、CALLを結成。
1993年9月15日、インディーズのindiVidual Recordsからミニ・アルバム『TO-GET-HER』（4,000枚限定発売）でデビュー。NACK5の『JAPANESE DREAM』では『僕に必要なもの』が2回、『Pure』が「歴代JDグランプリ受賞曲」を獲得している。更に2曲とも1994年、1996年の「スーパーグランプリ受賞曲」を獲得している。
1995年、ソニー・ミュージックエンタテインメント/HIT STREETのレーベルから『僕に必要なもの』でメジャー・デビューするが、1996年の『JAPANESE DREAM』スーパーグランプリの回の出演時に、メンバー間でのライフスタイルの変化などを理由に活動休止宣言をする。1997年4月30日、ソニー・ミュージックエンタテインメントとの契約終了。
2014年5月、廃盤となっていたアルバム2作にボーナス・トラックを追加収録した上で、最新デジタル・リマスタリングによる復刻版CDを制作するプロジェクトがスタート。設定された予約期間内に予約数が規定数に達した場合のみ商品化決定するという条件付であったが、予約数が達し商品化が決定。メンバー二人が立ち会いリマスタリング作業を行った上で同年10月に復刻盤が発売された。
2018年8月、21年ぶりに活動再開。YouTubeにてスタジオでの演奏風景の一部が公開される。なお、小林は現在も福井大学に籍を置いており、教員活動と並行して音楽活動を行う。 

## ディスコグラフィー
※indiVidual Records以外はソニー・ミュージックエンタテインメント/HIT STREET。

### シングル
1. 僕に必要なもの（1993年12月30日）※indiVidual Records
  - 僕に必要なもの
    - 京阪電鉄TVCFイメージソング
2. 僕に必要なもの（1995年1月21日） - この曲が『JAPANESE DREAM』でグランプリを受賞した事がきっかけで、ソニー・ミュージックエンタテインメントからメジャー・デビューとなった[1]。
  - 僕に必要なもの
    - テレビ朝日系『マカデココ』エンディングテーマ

  - LIFE
    - テレビ東京系『特選!ぶらり旅』エンディングテーマ
3. Silent Star（1995年5月13日）
  - Silent Star
    - テレビ朝日系『トゥナイト2』エンディングテーマ

  - Light Blue Time
    - 京阪電鉄TVCFイメージソング
    - テレビ朝日『紺野美沙子の科学館』エンディングテーマ
4. SOMEDAY（1995年11月1日）
  - SOMEDAY
    - テレビ朝日系『ビートたけしのTVタックル』エンディングテーマ

  - もう一度微笑んで
5. Pure（1996年2月21日）
  - Pure
    - テレビ東京系『ニュース THIS EVENING』エンディングテーマ

  - 心の翼
    - OVA『特務戦隊シャインズマン』エンディングテーマ
    - 「Pure」と「心の翼」の2曲共、SAKUのアルバム『Here and Now』に再収録されている。

### アルバム
1. TO-GET-HER（1993年9月15日）ミニ・アルバム※indiVidual Records
2. IN MY STYLE（1995年2月22日） - 「Parallel Line」がSAKUのアルバム『Here and Now』に再収録されている。
3. 僕が歌う理由（1996年3月21日）

### 復刻アルバム
1. IN MY STYLE+4（2014年10月30日）[3]
2. 僕が歌う理由+5（2014年10月30日）[4]

## その他の出演
- テレビ東京系『ミュージックブレイク』